# ستيف كينيون
ستيف كينيون (بالإنجليزية: Steve Kenyon)‏ هو عداء مراثوني بريطاني، ولد في 16 سبتمبر 1951.

## وصلات خارجية
- ستيف كينيون على موقع الاتحاد الدولي لألعاب القوى (الإنجليزية)